# Tramwaje w Tampie
Tramwaje w Tampie (ang.TECO Line Streetcar System) – system komunikacji tramwajowej działający w Tampie na Florydzie w Stanach Zjednoczonych.
System stanowi jedna linia tramwajowa, licząca 3,7 km i posiadająca 10 przystanków. Obsługiwana jest przez repliki zabytkowych tramwajów i jeden tramwaj zabytkowy. Zarządzana jest przez przedsiębiorstwo Tampa Historic Streetcar, Inc. Łączy ona śródmieście miasta, Channel District, z zabytkową częścią miasta – Ybor City.
Linia została otwarta 19 października 2002, jednakże pierwsze tramwaje elektrycznie istniały w mieście już od 1892 roku i w szczytach swej popularności przewoziły nawet 26 milionów pasażerów rocznie. System ten jednak został zlikwidowany 4 sierpnia 1946 roku.
| Zdjęcie | Typ            | Lata produkcji eksploatowanych wagonów | Liczba | Uwagi                                                                             |
| ------- | -------------- | -------------------------------------- | ------ | --------------------------------------------------------------------------------- |
|         | Gomaco Replica |                                        | 10     | Wagony wysokopodłogowe, jednoczłonowe, dwukierunkowe, numery boczne 428-436, 1976 |
|         | Birney Replica |                                        |        | Wagon wysokopodłogowy, jednoczłonowy, dwukierunkowy, numer boczny 430, 2011       |
|         | Birney         | 1923                                   | 1      | Wagon wysokopodłogowy, dwukierunkowy, numer boczny 163                            |